# Phosphofructokinase 2
Phosphofructokinase-2 oder Fructose-2,6-bisphosphatase (auch PFKFB, PFK-2/FBPase-2) steht für Proteine, die eine doppelte Enzymfunktion besitzen, und von denen es im Menschen vier Isoformen gibt, mit den entsprechenden Genen PFKFB1, PFKFB2, PFKFB3 und PFKFB4. Je nachdem, ob das Protein phosphoryliert wurde, katalysiert es die Synthese (EC 2.7.1.105) oder die Hydrolyse (EC 3.1.3.46) von Fructose-2,6-bisphosphat, das seinerseits die Glycolyse aktiviert und die Gluconeogenese inhibiert. Es handelt sich also um einen molekularen Schalter. PFKFB1 wird hauptsächlich in der Leber gebildet, tritt aber auch in Skelettmuskelzellen auf. Die 1980 entdeckte PFKFB2 hingegen findet sich in Herzmuskelzellen, wobei es dort bei Phosphorylierung des bifunktionellen Enzyms zu einer verstärkten Kinaseaktivität kommt. Dadurch ist bei Adrenalinausschüttung und damit verbundener erhöhten PKA-Aktivität trotzdem eine verstärkte Glykolyse möglich. PFKFB3 hat zwar keine bevorzugte Lokalisierung, wird jedoch in Tumoren verstärkt produziert. PFKFB4 wurde in den Hoden gefunden.

## Katalysierte Reaktionen
+ ATP ⇔
 + ADP
Die eine Enzymfunktion ist die Katalyse der Phosphorylierung von Fructose-6-phosphat zu Fructose-2,6-bisphosphat, einem wichtigen Regulator der Glykolyse und Gluconeogenese. Diese Reaktion führt die dephosphorylierte Form des Enzyms (Phosphofructokinase-2) aus. Sie darf nicht mit der Bildung von Fructose-1,6-bisphosphat durch die Phosphofructokinase 1 verwechselt werden, einem zentralen Schritt der Glykolyse.
 + H2O ⇔
 + Phosphat
Die andere Funktion ist die Katalyse der Abspaltung eines Phosphat-Ions von Fructose-2,6-bisphosphat. Dies wird durch die phosphorylierte Form des Enzyms (Fructose-2,6-bisphosphatase) ausgeführt.
Es handelt sich bei den beiden katalysierten Reaktionen nicht um gegenseitige Umkehrreaktionen, da bei der ersten ATP verbraucht wird, während bei der zweiten Phosphat frei entsteht. Auch befinden sich die beiden katalytischen Zentren an unterschiedlichen Positionen im Molekül. Bei der Phosphofructokinase handelt es sich um ein Tandem-Enzym (= Katalysiert in phosphorylierter und dephosphorylierter Form).